# Louis XIV (rose)
Pour les articles homonymes, voir Louis XIV (homonymie).
'Louis XIV' est un cultivar de rosier obtenu en 1859 par Guillot fils. Il est issu d'un semis de 'Général Jacqueminot' (Roussel, 1853). Il rend hommage au Roi Soleil (1638-1715).

## Description
Cet hybride remontant présente de grandes fleurs doubles aux pétales enroulés à la façon des roses de Chine auxquelles il ressemble fort. Elles sont d'un cramoisi à grenat très foncé s'ouvrant sur de grandes étamines d'or, ce qui fait toute l'originalité de cette rose remarquable. Elle exhale un parfum puissant et agréable,. Sa floraison est généreusement remontante.
Le buisson ne s'élève qu'à 80 cm. Son feuillage est peu abondant. Sa zone de rusticité est de 7b à 10b ; il craint donc les hivers rigoureux.
Cette très belle rose demande des soins. Elle nécessite une exposition ensoleillée. On peut notamment l'admirer à l'Europa-Rosarium de Sangerhausen en Allemagne. Cette variété est bien présente dans les catalogues internationaux.